# Кандедж
Кандедж (перс. كندج) — село в Ірані, у дегестані Харразан, у Центральному бахші, шагрестані Тафреш остану Марказі. За даними перепису 2006 року, його населення становило 209 осіб, що проживали у складі 88 сімей.

## Клімат
Середня річна температура становить 14,73 °C, середня максимальна – 32,68 °C, а середня мінімальна – -6,36 °C. Середня річна кількість опадів – 246 мм.
| Клімат поселення                              | Клімат поселення | Клімат поселення | Клімат поселення | Клімат поселення | Клімат поселення | Клімат поселення | Клімат поселення | Клімат поселення | Клімат поселення | Клімат поселення | Клімат поселення | Клімат поселення | Клімат поселення |
| Показник                                      | Січ.             | Лют.             | Бер.             | Квіт.            | Трав.            | Черв.            | Лип.             | Серп.            | Вер.             | Жовт.            | Лист.            | Груд.            |                  |
| Середній максимум, °C                         | 8,49             | 10,49            | 15,73            | 22,30            | 26,90            | 31,46            | 32,68            | 31,51            | 27,59            | 21,85            | 15,52            | 9,12             |                  |
| Середня температура, °C                       | 1,06             | 3,07             | 8,31             | 14,88            | 19,47            | 24,04            | 27,29            | 26,11            | 22,20            | 16,46            | 10,12            | 3,72             |                  |
| Середній мінімум, °C                          | −6,36            | −4,35            | 0,88             | 7,46             | 12,04            | 16,61            | 21,89            | 20,72            | 16,81            | 11,06            | 4,73             | −1,68            |                  |
| Норма опадів, мм                              | 36               | 35               | 44               | 31               | 24               | 3                | 1                | 1                | 0                | 12               | 23               | 36               |                  |
| Середньомісячна швидкість вітру, м/с          | 1.44             | 2.14             | 2.74             | 3.02             | 2.82             | 2.69             | 2.84             | 2.70             | 2.39             | 2.23             | 1.72             | 1.37             |                  |
| Середньомісячна сонячна радіація, кДж/м²·день | 9192             | 12237            | 14653            | 18220            | 22197            | 26408            | 25876            | 23690            | 20345            | 15014            | 10960            | 8868             |                  |
| --------------------------------------------- | ---------------- | ---------------- | ---------------- | ---------------- | ---------------- | ---------------- | ---------------- | ---------------- | ---------------- | ---------------- | ---------------- | ---------------- | ---------------- |
| Джерело:                                      |                  |                  |                  |                  |                  |                  |                  |                  |                  |                  |                  |                  |                  |